# Barbara E. Robertson
Barbara E. Robertson (1968) è un'attrice statunitense.

## Biografia
Nata e cresciuta in Illinois, Barbara Robertson è attiva in campo teatrale, televisivo e cinematografico. Apprezzata interprete di opere di prosa e musical, la Robertson è una delle principali interpreti teatrali sulla scena di Chicago, dove ha interpretato i ruoli principali nei drammi Chi ha paura di Virginia Woolf?, Maria Stuarda e La capra o chi è Sylvia?, oltre ad aver recitato nella tournée statunitense del dramma Premio Pulitzer Angels in America nel 1995. L'attrice ha recitato anche in alcuni musical, tra cui Pal Joey, A Little Night Music e Wicked, in cui ha ricoperto il ruolo di Madame Morrible a Chicago tra il 2007 e il 2009.

## Filmografia parziale

### Cinema
- La luce del giorno (Light of Day), regia di Paul Schrader (1987)
- Una storia vera (The Straight Story), regia di David Lynch (1999)
- Soul Survivors - Altre vite (Soul Survivors), regia di Steven Carpenter (2001)
- The Company, regia di Robert Altman (2003)

### Televisione
- Per il bene dei bambini - film TV (1992)
- Ultime dal cielo - serie TV, 1 episodio (1997)

## Doppiatrici italiane
- Anna Cesareni in Una storia vera